# Solpugassa signata
Espèce
Synonymes
- Solpugista signata Roewer, 1934

Solpugassa signata est une espèce de solifuges de la famille des Solpugidae.

## Distribution
Cette espèce se rencontre en Éthiopie et à Djibouti.

## Description
Les mâles mesurent de 22 à 24 mm.

## Publication originale
- Roewer, 1934 : Solifuga, Palpigrada. Dr. H.G. Bronn's Klassen und Ordnungen des Thier-Reichs, wissenschaftlich dargestellt in Wort und Bild. Akademische Verlagsgesellschaft M. B. H., Leipzig. Fünfter Band: Arthropoda; IV. Abeitlung: Arachnoidea und kleinere ihnen nahegestellte Arthropodengruppen, vol. 4, p. 481-723 (texte intégral).